# Sphaeralcea wrightii
Sphaeralcea wrightii är en malvaväxtart som beskrevs av Asa Gray. Sphaeralcea wrightii ingår i släktet klotmalvor, och familjen malvaväxter. Inga underarter finns listade i Catalogue of Life.